# PKP Group
PKP Group (пол. Grupa PKP) — польський конгломерат, заснований у 2001 році від колишнього єдиного національного залізничного оператора Польські Державні Залізниці. Метою цієї зміни було відповідність директив Європейського Союзу щодо розподілу транспортних послуг від управління залізницею та створення окремих компаній, здатних продавати свої послуги за межами залізничного бізнесу.
Вона складається з таких компаній, у яких PKP SA має домінуюче положення:
| Компанія                          | Завдання                                                                                |
| --------------------------------- | --------------------------------------------------------------------------------------- |
| Польські державні залізниці S. A. | Домінуюча компанія                                                                      |
| PKP Intercity                     | Міжміський пасажирський транспорт                                                       |
| PKP Szybka Kolej Miejska          | Пасажирські перевезення в межах агломерації Триміста                                    |
| PKP Cargo (WSE: PKP )             | Вантажні перевезення, компанія належить PKP S.A. (50% + 1 акція) і приватним інвесторам |
| PKP Linia Hutnicza Szerokotorowa  | Вантажні перевезення на Металургійна ширококолійна лінія (LHS)                          |
| PKP Telekomunikacja Kolejowa      | Залізничні телекомунікації                                                              |
| PKP Energetyka                    | Залізнична енергетика                                                                   |
| PKP Informatyka                   | IT-послуги                                                                              |
| PKP Polskie Linie Kolejowe        | Управління залізничними лініями                                                         |

PKP Group оголосила про плани приватизації деяких дочірніх компаній, у тому числі:
- PKP Intercity
- PKP Energetyka